# Entre lunas
Entre lunas es el título del noveno álbum de estudio grabado por el intérprete mexicano Emmanuel. Fue lanzado al mercado bajo el sello discográfico RCA Ariola a inicios de 1988 y es el último álbum del artista en dicho sello discográfico. Este disco llevó a Emmanuel a entrar directo en el mercado estadounidense, incluso el videoclip de "La última luna" permaneció más de 150 semanas en los primeros lugares de la revista Billboard, convirtiéndose así en todo un récord de aquella década.
Con esta grabación refrendaría viejos laureles con En la noche, La última luna, Gritos de dos, Una vieja canción, Desesperado y "Qué será" tema del que hicieron un excelente video.

## Lista de canciones
| Entre lunas |                     |                                                  |          |  |
| N.º         | Título              | Escritor(es)                                     | Duración |  |
| 1.          | «Grito de dos»      | Mauro Malavasi · Emmanuel                        | 4:11     |  |
| 2.          | «Una vieja canción» | Lucio Dalla · Gaetano Curreri · Emmanuel         | 4:44     |  |
| 3.          | «¿Qué será?»        | Mauro Malavasi · Emmanuel                        | 4:34     |  |
| 4.          | «La noche arde»     | Ricardo Eddy Martínez · Emmanuel                 | 4:07     |  |
| 5.          | «Esos ojos»         | Luca Carboni · Luis Gómez-Escolar                | 4:38     |  |
| 6.          | «La última luna»    | Lucio Dalla · Joaquín Sabina                     | 5:55     |  |
| 7.          | «Y la lluvia entró» | Mark Spiro · Ed Arkin · Glenn Monroig · Emmanuel | 3:24     |  |
| 8.          | «En la noche»       | Ricardo Eddy Martínez                            | 4:05     |  |
| 9.          | «Desesperado»       | Glenn Monroig · K. C. Porter · Mark Spiro        | 3:20     |  |
| 10.         | «No me sientes»     | Mauro Malavasi · Emmanuel                        | 4:50     |  |